# Animal Boy
Albums de Ramones
Too Tough to Die
(1984) Halfway to Sanity
(1987)
Animal Boy est un album de punk du groupe américain Ramones sorti en 1986 sous le label Sire Records. C'est le premier album auquel va participer le batteur Richie Ramone. Animal Boy est le neuvième album des Ramones.

## Historique

### Contexte
La chanson My Brain is Hanging Upside Down (Bonzo Goes to Bitburg) proteste contre la visite en 1985 de Ronald Reagan au cimetière de Bitburg (où se côtoient des tombes de G.I.s américains et de civils allemands mais aussi de membres de la Waffen-SS).
DeeDee a écrit Love Kills qui est une ode en hommage à Sid Vicious.

## Liste des pistes
1. Somebody Put Something in My Drink (Richie Ramone) – 3:19
2. Animal Boy (Dee Dee Ramone, Johnny Ramone) – 1:50
3. Love Kills (Dee Dee Ramone) – 2:19
4. Apeman Hop (Dee Dee Ramone) – 2:02
5. She Belongs to Me (Dee Dee Ramone, Jean Beauvoir) – 3:54
6. Crummy Stuff (Dee Dee Ramone) – 2:06
7. My Brain is Hanging Upside Down (Bonzo Goes to Bitburg) (Dee Dee Ramone, Jean Beauvoir, Joey Ramone) – 3:55
8. Mental Hell (Joey Ramone) – 2:38
9. Eat That Rat (Dee Dee Ramone, Johnny Ramone) – 1:37
10. Freak of Nature (Dee Dee Ramone, Johnny Ramone) – 1:32
11. Hair of the Dog (Joey Ramone) – 2:19
12. Something to Believe In (Dee Dee Ramone, Jean Beauvoir) – 4:09